# Trzcinka oficerska

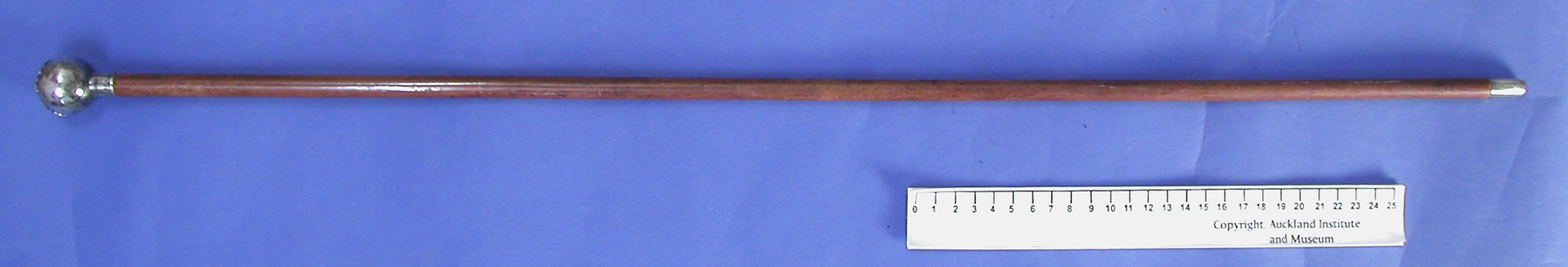
Trzcinka oficerska z okresu I wojny światowej

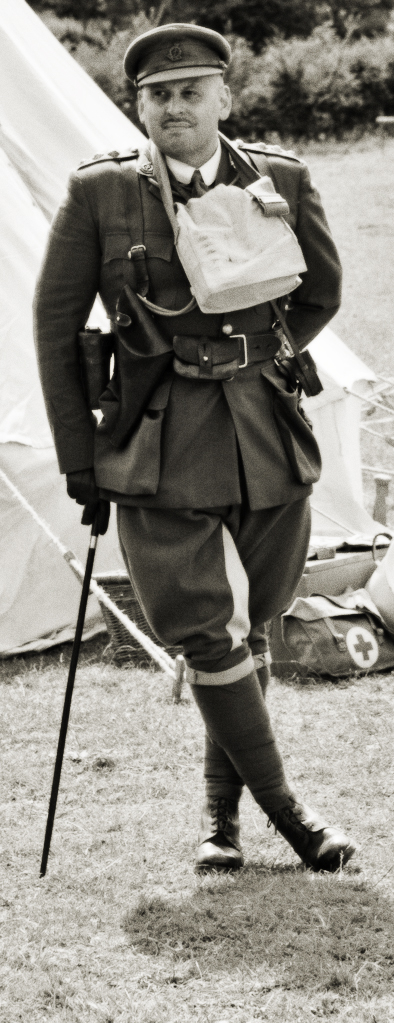
Brytyjski oficer ze swagger stickiem (rekonstrukcja historyczna)

Trzcinka oficerska (ang. swagger stick) – krótka laseczka używana w wojsku jako insygnium oficerskie (głównie w armiach Wspólnoty Brytyjskiej).

## Zarys historii
Noszona od końca XVII wieku w formacjach piechoty, trzcinka oficerska (długości ok. 25–30 cm) ma takie samo pochodzenie jak laska marszałkowska i laska komendanta – pierwotnie służyła do komenderowania żołnierzami w czasie musztry i manewrów oraz do wymierzania kar cielesnych. Oficerowie kawalerii, zamiast trzcinki, używali w tej roli szpicruty.

## Swagger stick
Brytyjskie trzcinki oficerskie (znane jako swagger stick), wykonywane są na ogół z rotangu (zwanego też malakka) i pokrywane skórą. Często posiadają na obu końcach ozdobniki, ukazujące emblematy konkretnego pułku. Dostawcami są znane firmy londyńskie specjalizujące się w umundurowaniu i akcesoriach wojskowych, jak Gieves&Hawkes w londyńskiej dzielnicy wytwornych firm krawieckich Savile Row.
Także wyżsi podoficerowie mają swe trzcinki nazywane pace stick, dłuższe niż swagger stick, a służące do mierzenia odległości między szeregami i długości kroku w czasie marszu paradnego (i niegdyś – do bicia żołnierzy). Swagger stick używany jest także w policji i formacjach paramilitarnych.
W armii USA swagger stick dozwolony jest w marynarce, ale rzadko noszony.